# Fredy Perlman
Fredy Perlman (20. srpna 1934 Brno, Československo – 26. července 1985 Detroit, USA) byl americký spisovatel českého původu, radikální kritik současného společenského uspořádání. Nejvíce jej proslavila kniha Against His-Story, Against Leviathan! z roku 1983, v níž jako první definoval anarchoprimitivismus. Dílo se stalo inspirací pro anarchistické hnutí, ovlivnilo i dalšího anarchistického filozofa Johna Zerzana.

## Životopis
Perlman se narodil v Brně. Když mu byly čtyři roky, emigrovali jeho rodiče před příchodem nacismu v roce 1938 do Cochabamby v Bolívii. V roce 1945 se rodina přestěhovala do amerického Kentucky. V letech 1953-55 studoval Perlman na Kalifornské univerzitě v Los Angeles. V dalších čtyřech letech pokračoval ve studiu na Columbia University, kde potkal svou životní družku Lorraine Nybakken. Zabýval se nejprve anglickou literaturou, ale brzy rozšířil svůj zájem na literaturu evropskou, filozofii a politologii.
V letech 1966-69 žil Perlman se svou ženou v Kalamazoo ve státě Michigan a vyučoval sociální vědy na Western Michigan University. V posledním roce svého pobytu v Kalamazoo z univerzity odešel a s několika dalšími lidmi, většinou studenty, zahájil vydávání časopisu Black and Red. V lednu 1969 také dokončil své dílo Reprodukce každodenního života (The Reproduction of Daily Life). Zabýval se v ní mj. tím, jak se z původně tvořivé činnosti v kapitalistickém systému stává práce, která je „užitečná pro společnost pouze tehdy, je-li činností prodanou". Lidem se tak odcizuje a stává se „vyděláváním peněz“.
| „               | Jakmile lidé přijmou peníze jako ekvivalent života, stává se z prodeje živé činnosti podmínka jejich fyzického a společenského přežití. Život se směňuje za přežití. | “ |
| — Fredy Perlman | |   |

V srpnu 1969 se Perlman přestěhoval do Detroitu. Zde pokračoval ve vydávání Black and Red a stal se členem organizace Industrial Workers of the World.
V letech 1971 až 1976 pracoval na několika knihách, jednak vlastních dílech, jednak překladech. V téže době se začal věnovat hře na violoncello. V roce 1976 podstoupil operaci srdeční chlopně.
V dalších třech letech se zabýval studiem světové historie. S Lorraine cestoval za poznáním historických míst do Turecka, Egypta, evropských států i různých částí USA. Oba se také angažovali při vydávání anarchisticky zaměřeného časopisu Fifth Estate. V letech 1982 až 83 se začal věnovat práci na svém díle Against His-story, Against Leviathan!, kritické analýze současné společnosti.
Zemřel v Detroitu ve věku 50 let po operaci srdce.